# Compsophorus viridescens
Compsophorus viridescens là một loài tò vò trong họ Ichneumonidae.